# Russellville (Alabama)
Russellville é uma cidade localizada no estado americano de Alabama, no Condado de Franklin.

## Demografia

### Censo de 2000
Segundo o censo americano de 2000, a sua população era de 8971 habitantes.
Em 2006, foi estimada uma população de 8857, um decréscimo de 114 (-1.3%).

### Censo de 2010
No censo de 2010, havia 9.830 pessoas e 3.556 domicílios. A densidade populacional era de 261,7 habitantes por quilômetros quadrados. Havia 3.882 unidades habitacionais com uma densidade média de 113,2 por quilômetros quadrados. A composição racial da cidade era de 73,68% de pessoas brancas, 11,25% de pessoas negras ou afro-americanas, 0,35% de nativos americanos, 0,12% de pessoas asiáticas, 0,27% de ilhéus do Pacífico, 7,54% de outras raças e 1,17% de duas ou mais raças. 12,64% da população eram de origem hispânica ou latina de qualquer raça.
Havia 3.556 domicílios, dos quais 30,6% tinham crianças menores de 18 anos vivendo com eles, 50,9% eram casais vivendo juntos, 12,6% tinham uma mulher como chefe de família sem marido presente e 33,5% não eram famílias. 30,8% de todos os domicílios eram compostos por indivíduos, e 16,0% tinham alguém vivendo sozinho com 65 anos ou mais. O tamanho médio do domicílio era de 2,44 e o tamanho médio da família era de 3,03.
A distribuição por idade era de 24,2% com menos de 18 anos, 9,8% entre 18 e 24 anos, 26,5% entre 25 e 44 anos, 21,6% entre 45 e 64 anos e 17,9% com 65 anos ou mais. A idade mediana era de 37 anos. Para cada 100 mulheres, havia 89,6 homens. Para cada 100 mulheres com 18 anos ou mais, havia 85,3 homens.
A renda anual média domiciliar era de 25.333 dólares, e a renda média familiar era de 35.799 dólares. Os homens tinham uma renda média de 27.238 dólares, em comparação com 18.551 dólares para as mulheres. A renda per capita da cidade era de 14.871 dólares. Cerca de 16,7% das famílias e 22,2% da população estavam abaixo da linha de pobreza, incluindo 29,2% dos menores de 18 anos e 24,9% das pessoas com 65 anos ou mais.

### Censo de 2020
Conforme o censo dos Estados Unidos de 2020, haviam 10.855 pessoas, 3,238 domicílios, e 2,244 famílias residentes na cidade.
| Raça                                    | N.º   | Porc.  |
| --------------------------------------- | ----- | ------ |
| Branco (não hispânico)                  | 5,515 | 50.81% |
| Negro ou afro-americano (não hispânico) | 870   | 8.01%  |
| Nativo americano                        | 42    | 0.39%  |
| Asiático                                | 29    | 0.27%  |
| Outro/mestiço                           | 285   | 2.63%  |
| Hispânico ou latino                     | 4,114 | 37.9%  |

## Geografia
De acordo com o United States Census Bureau tem uma área de
34,6 quilômetros quadrados, dos quais 34,3 quilômetros quadrados cobertos por terra e 0,3 quilômetros quadrados cobertos por água. Russellville localiza-se a aproximadamente 218 metros acima do nível do mar.

## Localidades na vizinhança
O diagrama seguinte representa as localidades num raio de 32 km ao redor de Russellville.